# Ahmed Hachani
Ahmed Hachani (Túnez, 4 de octubre de 1956) es un político tunecino. Fue Primer Ministro de Túnez de 2023 a 2024.

## Biografía
Hachani se graduó de la Facultad de Derecho de la Universidad de Túnez. Luego fue empleado en el Banco Central de Túnez.
El 1 de agosto de 2023, Hachani fue nombrado por el presidente Kaïs Saied para formar el nuevo gobierno del país. Reemplazó a Najla Bouden que había sido destituida ese día.
El 7 de agosto de 2024, Ahmed Hachani fue destituido de su cargo de jefe de gobierno y fue reemplazado por el ministro de Asuntos Sociales, Kamel Madouri.